# خمازي

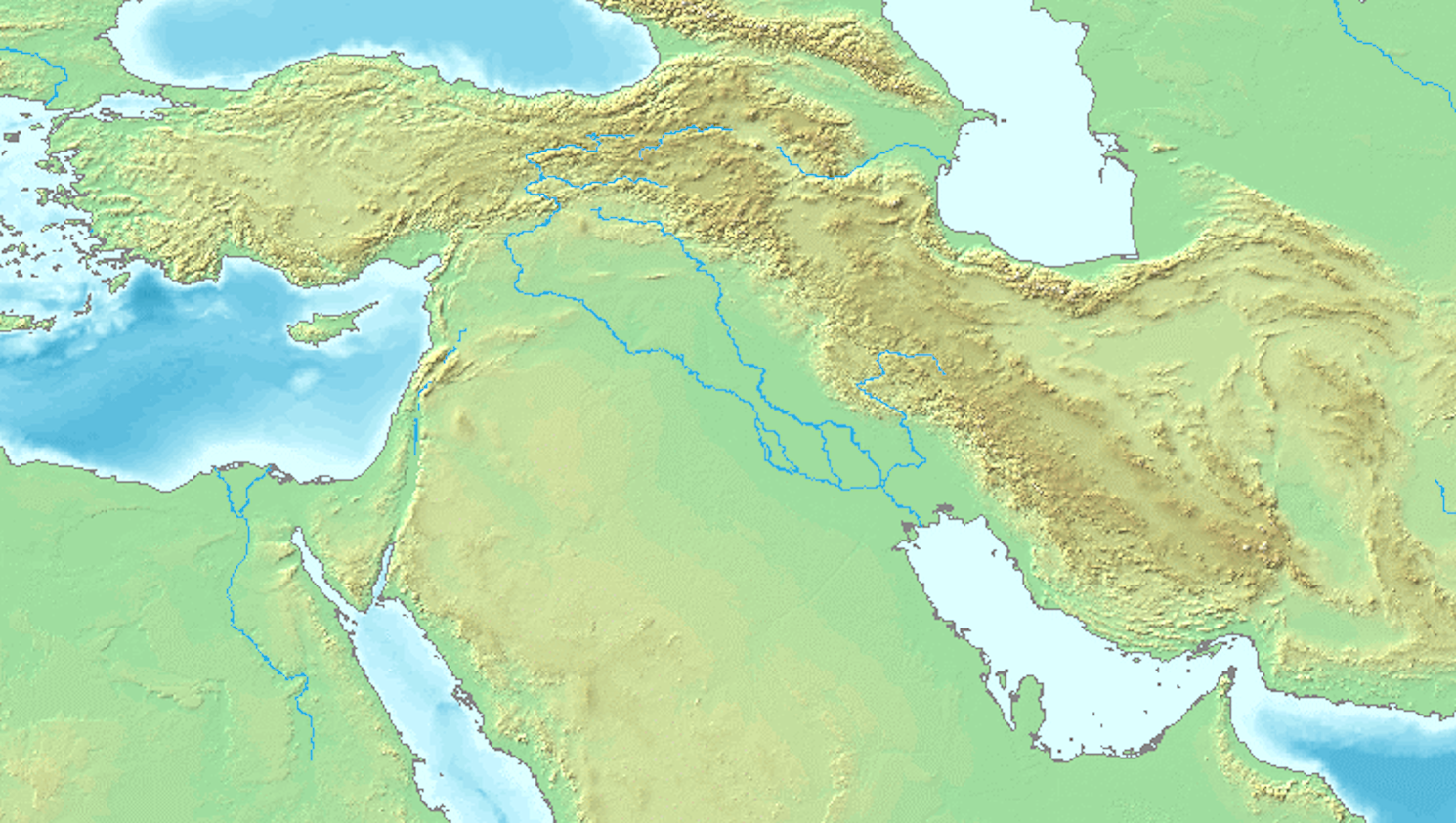

خمازي أو حماسي وتسمى بالسومرية حاماز، هي مملكة قديمة نشئت حوالي 2500-2400 ق م، مركزها شهرزور بين محافظة السليمانية ومحافظة ديالى شرق العراق اسسها اللولولبيين الزاغروسين، حكمو بفترات من 2300 ق.م إلى 675 ق.م. لكن يعتقد بأنها كانت تقع غرب جبال زاغروس بين بلاد عيلام وآشور، أي بالقرب من نوزي(همدان (توضيح) الحالية) في غرب إيران الحالية، ورجح بعض الباحثين بأن هذه المملكة تقع شرق محافظة ديالى (محافظة) في العراق.
يرجح بأن مملكة خمازي اتت من سكان مدينة كيش في ميسوبوتاميا، اكتشف حافر الاثار لورنس فيلدل في كركميش في سوريا في عام 1929 بأن هذه المملكة كانت تتاجر مع مملكة خمازي.
يرجح بأن في موقع مدينة خمازي اكتشفت ملحمة إينمركر وملك أراتا، حيث كانت مملكة إينمركر تعبد اللاله إنكي، التي بنيت الزقورات لأجله في اور واوروك، اينميكير واين-شورغهير-انا هاجموا خمازي واورغينونا وثم وصلوا إلى اراتا ودمروها، وفشلت مملة اراتا في الانتصار على مملكة إينمركر.
حسب قائمة الملوك السومريين التي تقول بأن الملك هادانيش هو الذي بنى مدينة خمازي، الذي انتقل من مدينة كيش.
وجدت قطعة اثرية في مدينة إبلا في سوريا بأن مملكة إبلا، كانت تربطها علاقات دبلوماسية مع مملكة خمازي، ارسلت من الملك اركاب دامو ملك إبلا إلى الملك زيزي ملك خمازي وكانت تحمل كمية كبيرة من الخشب.